# 樟叶梾木
樟叶梾木（学名：Swida oligophlebia），为山茱萸科梾木属下的一个种。

## 扩展阅读
維基物種上的相關：樟叶梾木